# Palazzo degli Sport
Il Palazzo degli Sport (in portoghese: Palácio dos Esportes) è uno storico edificio di Salvador in Brasile.

## Storia
L'edificio venne inaugurato nel 1935 come teatro pubblico, sorgendo sul luogo dove si trovava l'antico Teatro São João (distrutto da un incendio nel 1923).
Il palazzo venne successivamente utilizzato per ospitare varie federazioni sportive, da cui il nome. Nel 2022 è stato acquistato da privati.

## Descrizione
L'edificio, situato nel centro di Salvador, presenta uno stile Art déco.